# Gerardo Rivas
Gerardo Rivas   (Asunción, 24 de setembre de 1903 - Santa Fe, 10 de gener de 1964) fou un futbolista paraguaià de la dècada de 1920.
Fou 32 cops internacional amb la selecció del Paraguai i marcà 12 gols. Jugà les edicions de la Copa Amèrica de 1921, 1922, 1923, 1924, i 1925.
Pel que fa a clubs, defensà els colors de Libertad, Atlético de Rafaela i Rosario Central.

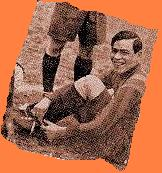
Gerardo Rivas.

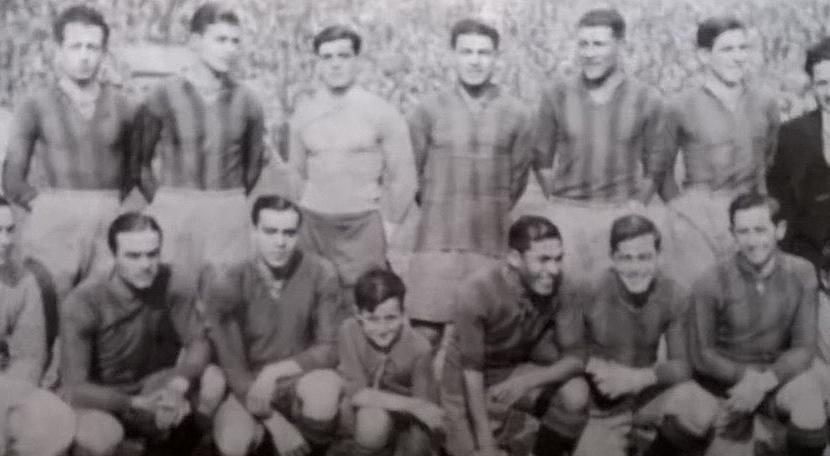
Rosario Central el 1930. Dempeus: Arturo Podestá, Francisco de Cicco, Luis Bray, Juan González, Teófilo Juárez, Ernesto Cordones; asseguts: Pascual Salvia, Luis Indaco, Ramón Luna, Gerardo Rivas, Juan Francia.